# 高腹足類
高腹足類（學名：Hypsogastropoda）是腹足纲新進腹足類之下的一個演化支，其下物種均為海螺或海生軟體動物。高腹足類這個演化支序原在吸螺目之下，在布歇特和洛克羅伊的腹足類分類 (2005年)被提升至與吸螺目同級，而且還包括了原來的新腹足目。
本演化支之下包括有另外兩個演化支和一個非正式的群組：
- 玉黍螺類（Littorinimorpha）
- 翼舌類非正式群組 Ptenoglossa
- 新腹足目（Neogastropoda）

這個分類在2017年《布歇特等人的腹足類分類》不再使用，原來在其下的分類單元變為與其同級，直接隸屬新進腹足亞綱。

## 外部連結
- 維基物種上的相關：高腹足類
- . Murray-Darling Freshwater Research Centre.   [2015-02-25]. （原始内容存档于2015-03-26）.